# Mai Pha
Mai Pha là một xã thuộc thành phố Lạng Sơn, tỉnh Lạng Sơn, Việt Nam.

## Địa lý
Xã Mai Pha nằm ở phía nam thành phố Lạng Sơn, có vị trí địa lý:
- Phía đông giáp huyện Cao Lộc
- Phía tây giáp phường Đông Kinh, phường Chi Lăng và xã Quảng Lạc
- Phía nam giáp huyện Cao Lộc
- Phía bắc giáp huyện Cao Lộc và phường Đông Kinh.

Theo thống kê năm 2019, xã Mai Pha có diện tích 13,49 km², dân số là 9.104 người, mật độ dân số đạt 675 người/km².

## Lịch sử
Xã Mai Pha trong lịch sử vốn là một xã thuộc tổng Mai Pha, châu Ôn, phủ Tràng Khánh.
Ngày 30 tháng 8 năm 1977, chuyển xã Mai Pha thuộc huyện Cao Lộc vào thị xã Lạng Sơn.
Ngày 1 tháng 7 năm 2025, Ủy ban Thường vụ Quốc hội ban hành Nghị quyết số 1672/NQ-UBTVQH15 về việc sắp xếp các đơn vị hành chính cấp xã của tỉnh Lạng Sơn năm 2025. Theo đó,Sắp xếp toàn bộ diện tích tự nhiên, quy mô dân số của phường Vĩnh Trại, phường Đông Kinh, xã Yên Trạch và xã Mai Pha thành phường mới có tên gọi là phường Đông Kinh